# Roy Owen West

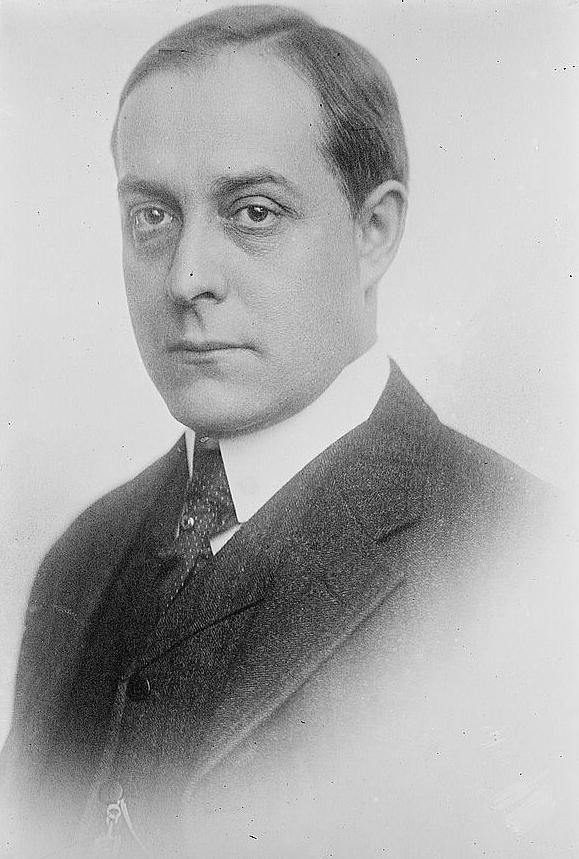
Roy Owen West

Roy Owen West (* 27. Oktober 1868 in Georgetown, Vermilion County, Illinois; † 29. November 1958 in Chicago, Illinois) war ein US-amerikanischer Politiker (Republikanische Partei), der dem Kabinett von US-Präsident Calvin Coolidge als Innenminister angehörte.
Nach dem Studium der Rechtswissenschaften an der DePauw University in Greencastle (Indiana) arbeitete West als Anwalt in Chicago. Im Cook County war er zwischen 1898 und 1914 als Mitglied des Board of Review tätig, einer County-Behörde, die unter anderem für die Erhebung der Grundsteuer zuständig war. Als Politiker wurde er nach der Jahrhundertwende aktiv. Er war zwischen 1904 und 1914 Vorsitzender der Republikaner in Illinois; 1908 nahm er erstmals an der Republican National Convention in Chicago teil. 1912, 1916 und noch einmal 1928 war er erneut Delegierter der Bundesparteitage. Von 1912 bis 1916 sowie von 1928 bis 1932 gehörte West dem Republican National Committee an.
Nach dem Rücktritt von Innenminister Hubert Work am 24. Juli 1928 wurde Roy Owen West von Präsident Coolidge als dessen Nachfolger nominiert. Mit dem Ende von Coolidges Regierungszeit am 4. März 1929 schied auch West aus dem Kabinett aus; viele Akzente konnte er in dieser Zeit nicht setzen.
Zu Ehren des im November 1958 verstorbenen Roy West wurde die Bücherei an der DePauw University nach ihm benannt.